# Diary Queen
«Diary Queen» (укр. «Королева щоденника») — дванадцята серія тридцять другого сезону мультсеріалу «Сімпсони», прем'єра якої відбулась 21 лютого 2021 року у США на телеканалі «Fox».

## Сюжет
Нед Фландерс влаштовує гаражний розпродаж, куди з піснею ідуть жителі Спрінґфілда. Барт і Мілгаус купують купу книжок Неда і використовують їх, щоб розпалити багаття, через яке Барт хоче перестрибнути на скейті. Після невдалого запису своїх витівок, він бере ледве згорілий щоденник, у якому він дізнається, що це щоденник Едни Крабапель. Хлочик спершу хоче викинути його в річку, але діти вимушені втікати, зустрівши Спрінґфілдську мафію, яка кидала туди труп.
У будиночку на дереві Барта вони починають читати щоденник, з якого відкривають секрети вчителів. Потім Барт читає, що Една насправді думала, що у нього має потенціал. Вмотивований, Барт починає допомагати у школі та отримує «відмінно» з іспиту. Під час вечері вони святкують тортом, але Мардж і Ліса намагаються з'ясувати, як він зшахраював. У будиночку на дереві Ліса знаходить щоденник і, вчитавшись, з'ясовує, що почуття, про які Една писала, були не до Барта, а до її кота. Переживаючи за падіння самооцінки брата Ліса замовкує правду.
Під час нагородження у «День вдосконалення» Барта нагороджують за його досягнення. Потім хлопчик, впевнений у собі, бере участь у конкурсі з орфографії. Перед його виходом на сцену, Ліса вирішує вберегти його від сорому і розповідає правду.
У будиночку на дереві Мардж намагається втішити сина, але їй це не вдається. Пізніше уночі приходить Нед і каже, що колись Фландерси думали залишити місто, але вони цього не зробили. Під час голосуваннях на сімейних зборах Една вирішила залишитися, щоб допомогти таким хлопцям, як Барт, яким вона потрібна як вчителька.
Барт повертає Неду щоденник, і він читає в ньому один абзац, з думками Едни про короткий час, проведений разом як дружина Фландерса. Вона пише, що Нед зробив її життя справжньою… мрією.
Наприкінці серії пам'яті Едни показано монтаж фото із щоденника.

## Виробництво
Серію планували випустити в етер 10 січня 2021 року, але її відклали через плей-офф ігри Національної футбольної ліги.
Потім епізод мав вийти 14 лютого  2021 року, однак через затримку і запізнення перегонів «Daytona 500» 14 лютого, його знову було пересунено на тиждень.
Водночас, 14 лютого серія таки вийшла на «Amazon» і «iTunes» 14 лютого, але пізніше її видалили.
У червні 2020 року (на хвилі антирасистських акцій Black Lives Matter) творці мультсеріалу заявили, що заборонять білим акторам озвучувати небілих персонажів. Це останній епізод, у якому актор Гаррі Шірер озвучує темношкірого персонажа доктора Гібберта. Починаючи з наступної серії «Wad Goals», його озвучує Кевін Майкл Річардсон.

## Цікаві факти та культурні відсилання
- Пісня, яку на початку серії співають персонажі, є пародією на пісню «Tonight» з бродвейського мюзикла «Вестсайдська історія» 1957 року[9].
- Однією з речей, які Нед не вважав кумедними, є книга «Найкраще від Білла Мегера»[9].
- На одній зі світлин фотомонтажу наприкінці показано, як Една Крабапель дивиться «Шоу Боба Ньюгарта», в якому регулярно знімалася актриса Марсія Воллес, що озвучувала Едну[9].

## Ставлення критиків і глядачів
Під час прем'єри серію переглянули 1,43 млн осіб з рейтингом 0.5, що зробило її найпопулярнішим шоу на каналі «Fox» тієї ночі.
Тоні Сокол з «Den of Geek» дав серії чотири з п'яти зірок, сказавши, що серія «рухається по підйомній траєкторії, поки Ліса не збиває її з курсу, що закінчується раптовим життєствердним крахом… Останній [сюжетний] поворот є дозою патоки».
Джессі Берета із сайту «Bubbleblabber» оцінив серію на 7,5/10, сказавши:
|  | Стосунки Едни і Барта були одними з найдинамічніших у серіалі. Ця серія не забуває нам про це нагадувати. Вплив Крабапель на Барта як ніколи сильний. Лише через те, що вона вірить у його потенціал, Барту вдається змінити себе та стати відмінником. Ми ще не наблизилися до розуміння канонічної причини смерті Едни, але саме закриття, яке отримує Барт, є найбільш зворушливим моментом епізода. |

Згідно з голосуванням на сайті The NoHomers Club більшість фанатів оцінили серію на 3/5 із середньою оцінкою 3,09/5.